# 堆積物

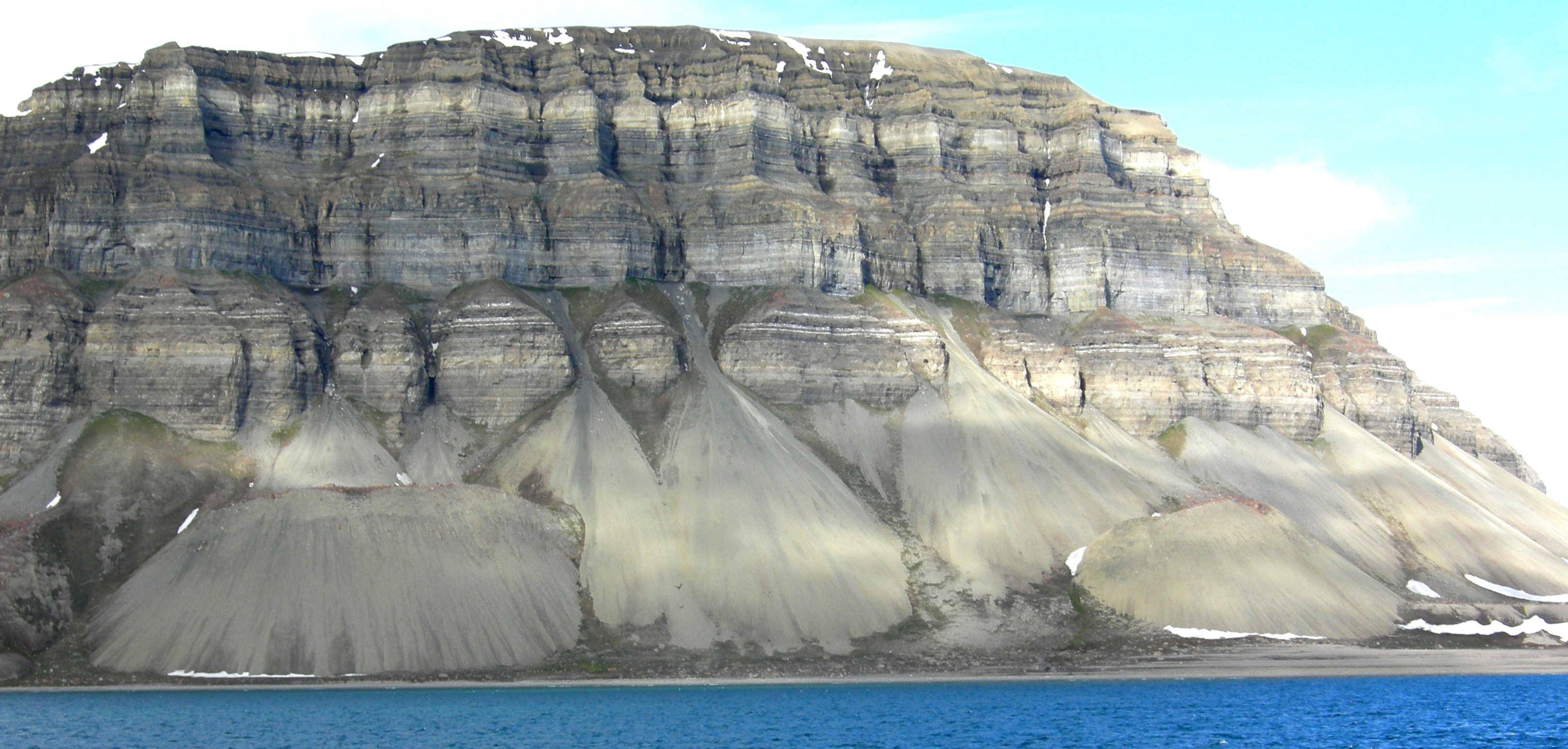
堆積物層

堆積物（たいせきぶつ、sediment）とは、礫や砂、泥などの岩石片や鉱物、生物遺骸、火山噴出物、水中の溶解物などが、水中ないし大気中の特定の場所に堆積した（積み重なった）もの。一般に、岩石化していないルーズな状態の土砂である。
堆積物は、地表の大気圏、水圏、岩石圏、生物圏が密接に関連する環境のもとで、太陽光や重力等の影響を受けて発生する物理学的、化学的、生物学的な作用（堆積作用）を通じて形成され、その変化過程を解析することで様々な基礎的な地質情報を得ることができる。
堆積物が続成作用によって固結した岩石を堆積岩という。なお未固結の堆積物と堆積岩とを合わせて堆積物と総称する場合がある。

## 分類
堆積物には次のようなものがある。
- 砕屑物 : 礫、砂、泥（シルト・粘土）。
- 火山砕屑物 : 火山岩塊・火山弾、火山礫・軽石・スコリア、火山灰など。
- 生物の遺骸
- 水中の溶解物が沈殿したもの

## 崖錐堆積物
急傾斜地などから剥離した岩屑類が下部斜面に堆積して出来た地形を崖錐といい、一般に半円錐状を呈する扇状地などを形成する。その形成された地形の構成物が崖錐堆積物である。類似した地形や構成物を含めて崖錐性堆積物といい、それらは不均質かつ未固結な土塊類（あるいは岩塊類）から構成されルーズな状態であるため透水性に富み、斜面はしばしば土砂災害の原因となる。堆積した層厚などの素因の状況によっては宙水が形成されたり基盤との層境界に地下水が流れる不安定な斜面を形成し、その移動形態に特徴が現れる（マスムーブメント - 地すべり）。これら崖錐性堆積物を含めて原位置で生成された堆積物を一次堆積物と呼び、それ以外の移動あるいは滑動などによる堆積物を二次堆積物（崩積土）と呼び不安定度合いが分類される。